# 肱三頭肌

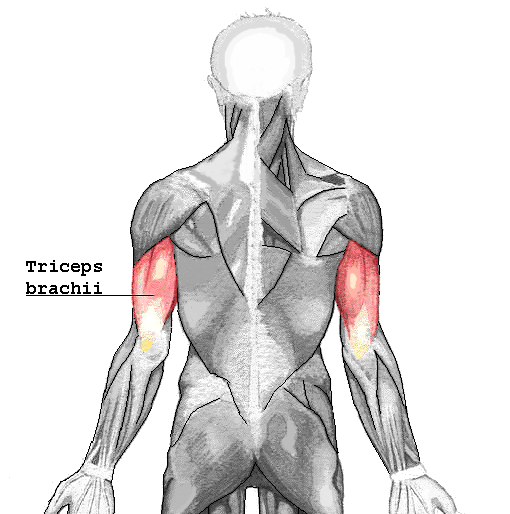
肱三頭肌，從背後看的視角

肱三頭肌在上臂後面延伸，可伸直或伸展該臂，其英文名「triceps brachii」中的「tri」說明它有三個頭：肱長頭肌附著在肩胛骨上，而另兩個附著在肱骨上。肌肉的遠端有一條有力的腱在肘處附著在尺骨上。如果你盡量伸直手臂，就會感到這條腱繃緊了。

## 來源
〈人體學習百科〉 貓頭鷹出版社 ISBN 957-9684-11-1

## 外部連結
- 解剖學(Anatomy)-肌肉(muscle)-Triceps Brachii muscle(肱三頭肌) （页面存档备份，存于）